# Joaquín Guichot
Joaquín Guichot y Parody (Madrid, 30 de septiembre de 1820-Sevilla, 16 de marzo de 1906) fue un escritor, dibujante, periodista, traductor e historiador español, cronista oficial de la ciudad y la provincia de Sevilla, padre del folclorista y sociólogo Alejandro Guichot y abuelo del poeta Joaquín Guichot y Barrera.

## Biografía
Nacido el 30 de septiembre de 1820 en Madrid, en la calle del Prado, era hijo de un francés y una malagueña conocidos por sus ideas liberales. Su familia hubo de huir de Madrid con la entrada de las tropas de la Santa Alianza cuando Joaquín era aún un niño. El exilio le llevaría por Sevilla, Gibraltar y Burdeos y no regresaría hasta la edad de quince años.
En 1846 se instala en Sevilla y, excelente dibujante, comienza a realizar estudios sobre paisajes y monumentos como el castillo de Alcalá o el tajo de Ronda, mientras trabaja como periodista para El Porvenir primero y más adelante para las publicaciones Diario de Sevilla, El Centinela de Andalucía, Galgo Negro, Ilustración Bética y El Eco de Andalucía, en las que escribe principalmente sobre política y por la causa liberal. A partir de 1850 llegó a dirigir El Artista y a fundar El Teatro.
En 1869 aparece su primer tomo de Historia General de Andalucía y poco después su Historia de la Ciudad de Sevilla, considerada como su obra más importante y que le valdría su nombramiento como cronista de la ciudad por el Ayuntamiento de Sevilla el 4 de julio de 1874 y cronista de la provincia por la diputación también en ese mismo año. Compuso asimismo varios tratados de dibujo y algunas novelas y piezas dramáticas y tradujo del francés de una serie de autores acordes con sus ideas (Lamartine, Humboldt, Laboulaye).
A partir de 1879 ocupa plaza en la Academia de Buenas Letras de Sevilla, tratando su discurso inaugural sobre Pedro I de Castilla.

## Obras
- Historia general de Andalucía desde los tiempos más remotos hasta 1870, 8 vols., Sevilla etc.: Eduardo Perié etc., 1869-1871
- Historia de la ciudad de Sevilla: desde los tiempos más remotos hasta nuestros días, 8 vols., Sevilla: Establecimiento Tip. de Hijos de Fe [etc.], 1873-1892.